# Clypeola aspera
Clypeola aspera är en korsblommig växtart som först beskrevs av Grauer, och fick sitt nu gällande namn av William Bertram Turrill. Clypeola aspera ingår i släktet Clypeola, och familjen korsblommiga växter. Inga underarter finns listade i Catalogue of Life.